# Benoît Richaud
Benoît Richaud (* 16. Januar 1988 in Avignon) ist ein französischer Eiskunstlauf-Choreograf. Zwischen 2005 und 2009 trat er selbst für Frankreich im Eistanz an.

## Werdegang

### Als Eiskunstläufer
Benoît Richaud begann als Kind mit dem Eiskunstlauf nach dem Vorbild seiner Cousine. Er wechselte früh vom Einzellauf zum Eistanz und begann bei Romain Haguenauer zu trainieren. Mit Élodie Brouiller gewann er in der Saison 2005/06 die französischen Junior-Meisterschaften. Im folgenden Jahr gewann das Paar zwei Medaillen im Junior Grand Prix und qualifizierte sich für das Finale, wo sie 7. wurden. Im Anschluss lösten sie ihre Partnerschaft auf. In der Saison 2008/09 trat Richaud mit seiner neuen Partnerin, der Kanadierin Terra Findlay, an. Sie gewannen die Bronzemedaille bei den Französischen Meisterschaften und vertraten Frankreich bei den Europameisterschaften 2009, wo sie 19. wurden. Nach dieser Saison zog sich Richaud vom Wettbewerb zurück.

### Als Choreograf
Nach dem Ende seiner sportlichen Laufbahn verfolgte Richaud eine Ausbildung in Musik und Schauspiel, unter anderem an der Schauspielschule Cours Florent und begann, sich auf Choreografie für den Eiskunstlauf zu spezialisieren.
Als Choreograf ist Richaud unter anderem bekannt für seine langjährige Zusammenarbeit mit der dreimaligen Weltmeisterin Kaori Sakamoto, dem Vize-Europameister von 2022 Daniel Grassl und dem Europameister von 2023 Adam Siao Him Fa.
Richaud ist bekannt für außergewöhnliche Programme, die darauf abzielen, nicht nur Fans des Eiskunstlaufs zu gefallen. Einige der von ihm choreografierten Programme erlangten Aufmerksamkeit in Medien und Social Media weit über Eiskunstlauf-Kreise hinaus, darunter Maé-Bérénice Méités Programm zu Musik von Beyoncé, Ivett Tóths Programm zu AC/DC und Adam Siao Him Fas Star-Wars-Programm.
Richaud arbeitete außerdem mit Daisuke Takahashi, Denis Ten, Satoko Miyahara, Mai Mihara, Michal Březina, Eliška Březinová, Bradie Tennell, Ekaterina Kurakova, Donovan Carrillo, Deniss Vasiļjevs, Eva-Lotta Kiibus und Lindsay van Zundert.

## Ergebnisse im Eistanz
Mit Terra Findlay
| Meisterschaft/Saison         | 2008/09 |
| ---------------------------- | ------- |
| Europameisterschaften        | 19.     |
| Französische Meisterschaften | 3.      |
| Juniorenwettbewerb/Saison    | 2008/09 |
| Juniorenweltmeisterschaften  | 10.     |
| Junior Grand Prix Belarus    | 3.      |
| Junior Grand Prix Frankreich | 4.      |

Mit Élodie Brouiller
| Juniorenwettbewerb/Saison            | 2005/06 | 2006/07 |
| ------------------------------------ | ------- | ------- |
| Juniorenweltmeisterschaften          | 13.     | 7.      |
| Junior-Grand-Prix-Finale             |         | 7.      |
| Junior Grand Prix Estland            | 5.      |         |
| Junior Grand Prix Frankreich         |         | 3.      |
| Junior Grand Prix Japan              | 4.      |         |
| Junior Grand Prix Mexiko             |         | 2.      |
| Französische Juniorenmeisterschaften | 1.      | 2.      |